# Granturile SEE și Norvegiene
Granturile Spațiului Economic European (SEE) și Norvegiene reprezintă contribuția Islandei, Principatului Liechtenstein și Regatului Norvegiei la reducerea disparităților economice și sociale în Spațiul Economic European (SEE) și la consolidarea relațiilor bilaterale cu cele 15 state beneficiare din Centrul și Sudul Europei. Prin granturi, Islanda, Principatul Liechtenstein si Regatul Norvegiei contribuie și la consolidarea valorilor europene fundamentale, cum ar fi democrația, toleranța și statul de drept.

## Istoric
Granturile SEE și Norvegiene au ca fundament Acordul SEE. Conform acestui acord, Islanda, Liechtenstein și Norvegia fac parte din Piața Unică Europeană (PUE), care permite circulația liberă a mărfurilor, serviciilor, capitalului și persoanelor pe piața internă. Acordul SEE stabilește obiectivele comune ale colaborării pentru reducerea disparităților sociale și economice din Europa și consolidarea colaborării între țările europene.  
De la intrarea în vigoare a Acordului SEE, Islanda, Liechtenstein și Norvegia au contribuit la progresul social și economic din mai multe țări din UE și SEE. Contribuțiile au fost distribuite prin Mecanismul Financiar (1994–1998), Instrumentul Financiar (1999–2003) și Granturile SEE și Norvegiene (2004-2009, 2009-2014, 2014-2021). În total, Norvegia, Islanda și Liechtenstein au contribuit cu 3,3 miliarde € prin scheme de grant consecutive între 1994 și 2014. O altă contribuție de 2,8 miliarde € a fost alocată în perioada de finanțare 2014-2021. Cele trei țări donatoare contribuie în funcție de dimensiune și de PIB. Prin urmare, Norvegia asigură 97,7%, Islanda 1,6% iar Liechtenstein 0,7% din finanțare pentru Granturile SEE și Norvegiene 2014-2021, împreună. 
Din 2004, au existat două mecanisme separate: Granturile SEE și Granturile Norvegiene. Granturile SEE sunt finanțate de trei țări donatoare: Islanda, Liechtenstein și Norvegia, iar Granturile Norvegiene sunt finanțate doar de către Norvegia.  

## Eligibilitate
Eligibilitatea Granturilor SEE și Norvegiei reproduce criteriile stabilite pentru Fondul de Coeziune UE destinat statelor membre unde Venitul Național Brut (VNB) pe locuitor este mai mic de 90 % din media UE. Pentru perioada de finanțare 2014-2021, aceste țări sunt Bulgaria, Croația, Cipru, Republica Cehă, Estonia, Grecia, Ungaria, Letonia, Lituania, Malta, Polonia, Portugalia, România, Slovacia și Slovenia.  Țările care au aderat la UE înainte de 2004 sunt excluse de la primirea fondurilor în cadrul Granturilor Norvegiene; astfel, Grecia și Portugalia beneficiază doar de finanțare prin Granturi SEE.

## Cum funcționează
Mai întâi, UE și cele trei state donatoare convin asupra unui Memorandum de Înțelegere (MÎ) privind contribuția totală și distribuirea finanțării pe state beneficiare. Alocările pe fiecare țară se realizează în funcție de dimensiunea populației și PIB pe cap de locuitor, Polonia fiind cel mai mare beneficiar, urmată de România. Malta este cel mai mic stat beneficiar. 
Apoi, Islanda, Liechtenstein și Norvegia negociază cu fiecare stat beneficiar și de comun acord stabilesc programele de înființat, obiectivele acestora și dimensiunea alocărilor pentru fiecare program individual. Acordurile au la bază necesitățile naționale și prioritățile din statele beneficiare și posibilitatea colaborării cu state donatoare. Comisia Europeană este consultată în timpul negocierilor pentru a se evita dublarea și a se asigura că finanțarea este orientată acolo unde va avea cel mai mare impact. Programele implementate în cadrul Granturilor SEE și Norvegiene trebuie să respecte normele și standardele UE referitoare la drepturile omului, buna guvernare, dezvoltarea sustenabilă și egalitatea de gen.  
Fondurile puse la dispoziție de UE și Granturile SEE și Norvegiene sunt complementare, de obicei administrate de aceeași autoritate de management la nivel național. Granturile SEE și Norvegiene finanțează adesea proiecte în domenii în care finanțarea de la UE sau cea națională este foarte rar disponibilă.  
Fiecare Punct Național de Contact este responsabil pentru gestionarea generală a programelor în țara beneficiară. Operatorii de Programe (OP) dezvoltă și administrează programele, adesea în colaborare cu un partener din statele donatoare, și alocă finanțare proiectelor. În cea mai mare parte, proiectele sunt selectate în urma apelurilor de propuneri lansate de OP.

## Consolidarea colaborării bilaterale
Unul din cele două scopuri principale ale Granturilor SEE și Norvegiene este creșterea colaborării și relațiilor dintre țările beneficiare și donatoare. Parteneriatele dintre entitățile din țările beneficiare și omologii  lor din Islanda, Liechtenstein și Norvegia sunt o parte fundamentală a Granturilor și oferă o ocazie unică de abordare a provocărilor europene comune.  
Parteneriatele bilaterale dintre instituțiile publice și private din țările donatoare și cele beneficiare sunt larg încurajate. Colaborarea dintre persoane și instituții de la nivel administrativ și politic și din sectorul privat, mediul academic și societatea civilă reprezintă o condiție necesară pentru consolidarea relațiilor bilaterale. 

## Granturile SEE și Norvegiene 2014-2021

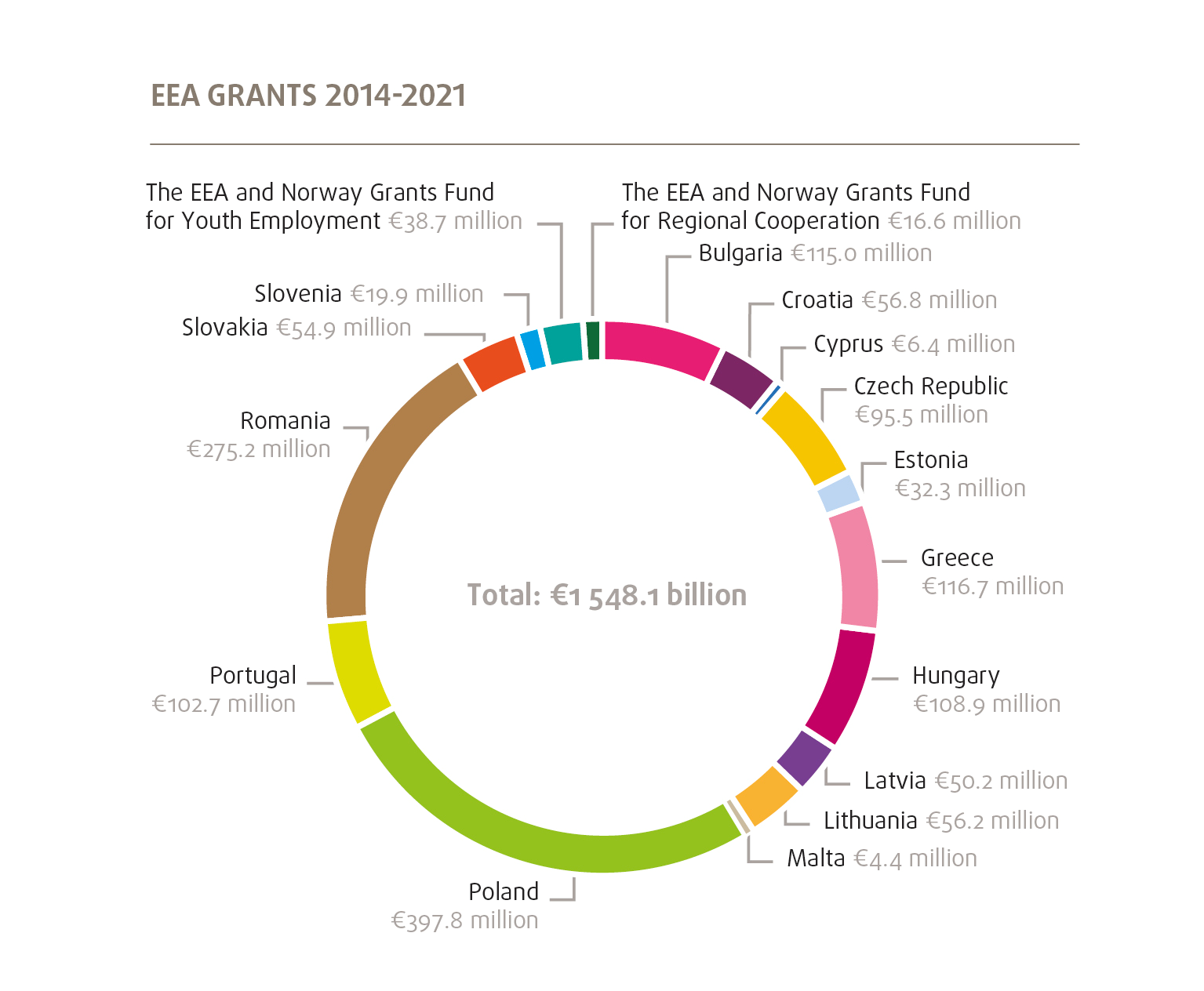
Figura 1. Alocare totală Granturi SEE 2014-2021

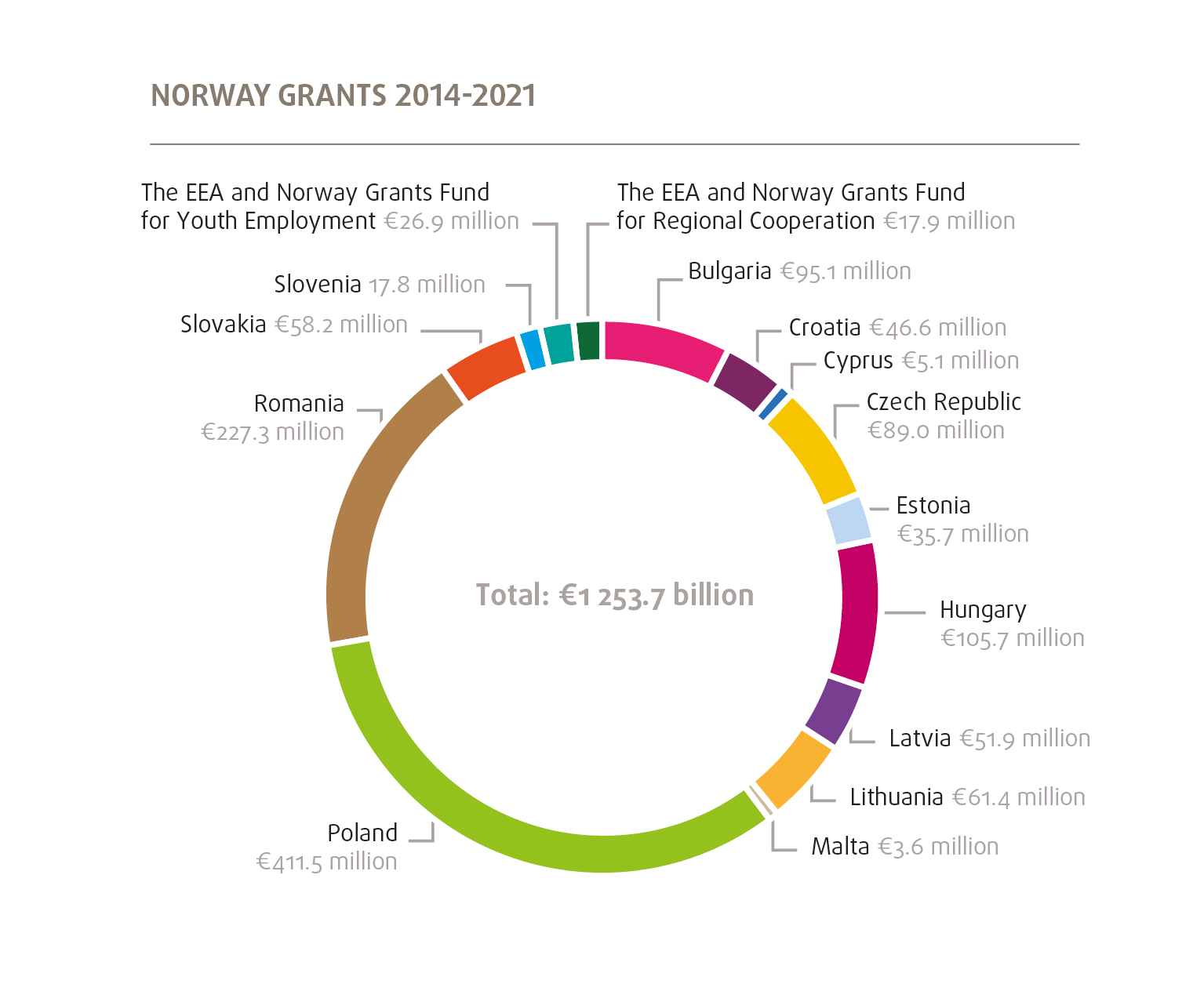
Figura 2. Alocare totală Granturile Norvegiene

Pentru perioada 2014-2021, 2,8 miliarde € au fost alocați în cadrul Granturilor. Granturile SEE (1,55 miliarde €) sunt finanțate în comun de Islanda (3 %), Liechtenstein (1 %) și Norvegia (96 %) și sunt disponibile în toate cele 15 țări. Granturile Norvegiene (1,25 miliarde €) sunt finanțate doar de către Norvegia și sunt disponibile în cele 13 țări care au aderat la UE după 2003. Contribuția fiecărei țări donatoare este în funcție de Produsul Intern Brut (PIB) al acesteia.  

### Arii de suport
Cele cinci Sectoare Prioritare (SP) și cele 23 de Arii de Program (DP) aferente finanțate în perioada 2014-2021 reflectă prioritățile stabilite în ‘Strategia Europa 2020’ – strategia pe zece ani de creștere a Uniunii Europene pentru creștere inteligentă, sustenabilă și incluzivă – și cele 11 obiective ale politicii de coeziune a UE. Acestea urmăresc să contribuie la creștere și la creare de locuri de muncă, combaterea schimbărilor climatice și a dependenței energetice simultan cu reducerea sărăciei și a excluziunii sociale. De asemenea, acestea promovează colaborarea bilaterală și internațională. 
PS 1Inovare, Cercetare, Educație și Competitivitate
1. Dezvoltarea Afacerilor, Inovare și IMM-uri
 
2. Cercetare
 
3. Educație, Burse, Ucenicie și Antreprenoriat în rândul Tinerilor
 
4. Echilibrul muncă-viață
 
5. Dialog Social – Muncă Decentă
PS 2Incluziune Socială, Locuri de Muncă pentru Tineri și Combaterea Sărăciei
6. Provocări în sănătate publică la nivel european

7. Incluziunea și abilitatea romilor
 
8. Copii și tineri în situații de risc
 
9. Participarea tinerilor pe piața muncii

10. Dezvoltare locală și reducerea sărăciei
PS 3Mediu, Energie, Schimbări climatice și Economie cu emisii reduse de dioxid de carbon
11. Mediu și Ecosisteme

12. Energie regenerabilă, eficiență energetică, securitate energetică

13. Atenuarea schimbărilor climatice] și adaptare]
```
;PS 4: Cultură, Societate Civilă, Bună Guvernare și Drepturi și Libertăți Fundamentale
```

14. Antreprenoriat Cultural, Moștenire Culturală și Colaborare Culturală 

15. Societate Civilă

16. Bună Guvernare, Instituții Responsabile, Transparență

17. Drepturile Omului – Implementare Națională
PS 5Justiție și Afaceri Interne
18. Azil și Migrație

19. Servicii Corecționale și Arest Preventiv

20. Cooperare Polițienească Internațională și Combaterea Infracțiunilor

21. Eficiența și eficacitatea sistemului judiciar, consolidarea statului de drept

22. Violența domestică și pe bază de gen

23. Prevenirea și intervenția în cazul dezastrelor

O nouă caracteristică a Granturilor SEE și Norvegiene 2014-2021 o reprezintă înființarea Fondului pentru Angajarea Tinerilor (65,5 milioane €) și a Fondului pentru Cooperare Regională (34,5 milioane €). Aceste fonduri vin în sprijinul inițiativelor europene transfrontaliere și transnaționale pentru a găsi soluții pentru unele dintre provocările comune ale Europei. Toate programele din cadrul Granturilor SEE și Norvegiene 2014-2021 se vor derula până pe 30 aprilie 2024.  

### Cooperare și parteneri externi
Partenerii de Program din partea Donatorilor (PPD) joacă un rol strategic în planificarea și implementarea programului, precum și în facilitarea parteneriatului în cadrul proiectului. În perioada de finanțare 2014-2021, există 21 PPD[nefuncțională]
 implicați (doi din Islanda, unul din Liechtenstein și 18 din Norvegia).  
Partenerii de Program din partea Donatorilor sunt, în mare majoritate, organisme publice cu mandat național în domeniile lor și cu experiență internațională extinsă. Acești PPD au fost numiți la inițiativa țărilor donatoare.  
Organizațiile și actorii interguvernamentali joacă un rol important în Granturile SEE și Norvegiene, deoarece aceștia monitorizează respectarea convențiilor și tratatelelor internaționale în toată Europa. Aceste organizații oferă asistență în domenii aferente drepturilor omului, democrației și statului de drept. Pentru a se asigura că programele și proiectele finanțate prin Granturilor SEE și Norvegiene sunt aliniate la standardele europene și internaționale, donatorii au stabilit parteneriate strategice cu trei parteneri europeni, care acționează în calitate de Organizații Internaționale Partenere (OIP) în perioada de finanțare 2014-2021: 
- Agenția pentru Drepturi Fundamentale a Uniunii Europene (ADF) este implicată în mai multe programe și proiecte privind incluziunea cetățenilor romi și drepturile fundamentale. De asemenea, Granturile colaborează cu ADF la organizarea evenimentelor de înalt nivel pe tema drepturilor fundamentale.
- Consiliul European (CE) este partenerul extern cel mai important al Granturilor și este implicat în mai multe programe. Organizația furnizează consiliere strategică și îndrumare tehnică în domenii privind drepturile omului,  democrație și statul de drept.
- Organizația pentru Cooperare și Dezvoltare Economică (OCDE) este un partener strategic al Granturilor în domeniul bunei guvernări, fiind implicată în mai multe programe și proiecte.

## Granturile SEE și Norvegiene 2009–2014
Pentru perioada 2009-2014 au fost alocați 1,8 miliarde € în cadrul Granturilor. Granturile SEE (993,5 milioane €), finanțate în comun de Islanda (3 %), Liechtenstein (1 %) și Norvegia (96 %), au fost disponibile în 16 țări. Granturile Norvegiene (804,6 milioane €), finanțate doar de Norvegia, au fost disponibile în cele 13 țări care au aderat la UE după 2003. Spania a primit doar finanțare temporară în perioada 2009-2014. După aderarea la UE din 2013, Croația a devenit membră a SEE în 2014, și, prin urmare, o țară beneficiară a Granturilor SEE și Norvegiene.
Tabel 1. Finanțarea Granturilor SEE și Norvegiene 2009-2014
| Țară           | Granturi SEE  | Granturi Norvegiene | Total alocat    | % Cheltuit* |
| -------------- | ------------- | ------------------- | --------------- | ----------- |
| Bulgaria       | 78 600 000 €  | 48 000 000 €        | 126 600 000 €   | 79,49 %     |
| Croația        | 5 000 000 €   | 4 600 000 €         | 9 600 000 €     | 63,33 %     |
| Cipru          | 3 850 000 €   | 4 000 000 €         | 7 850 000 €     | 96,38 %     |
| Estonia        | 23 000 000 €  | 25 600 000 €        | 48 600 000 €    | 97,12 %     |
| Grecia         | 63 400 000 €  | 0 €                 | 63 400 000 €    | 86,28 %     |
| Letonia        | 34 550 000 €  | 38 400 000 €        | 72 950 000 €    | 87,66 %     |
| Lituania       | 38 400 000 €  | 45 600 000 €        | 84 000 000 €    | 95,26 %     |
| Malta          | 2 900 000 €   | 1 600 000 €         | 4 500 000 €     | 98,76 %     |
| Polonia        | 266 900 000 € | 311 200 000 €       | 578 100 000 €   | 91,69 %     |
| Portugalia     | 57 950 000 €  | 0 €                 | 57 950 000 €    | 90,51 %     |
| Republica Cehă | 61 400 000 €  | 70 400 000 €        | 131 800 000 €   | 84,13 %     |
| România        | 190 750 000 € | 115 200 000 €       | 305 950 000 €   | 82,21 %     |
| Slovacia       | 38 350 000 €  | 42 400 000 €        | 80 750 000 €    | 79,80 %     |
| Slovenia       | 12 500 000 €  | 14 400 000 €        | 26 900 000 €    | 91,37 %     |
| Spania         | 45 850 000 €  | 0 €                 | 45 850 000 €    | 89,46 %     |
| Ungaria        | 70 100 000 €  | 83 200 000 €        | 153 300 000 €   | 57,76 %     |
| Total          | 993 500 000 € | 804 600 000 €       | 1 798 100 000 € | 85,11 %     |

* % fonduri cheltuite din totalul cheltuielilor eligibile. Date extrase pe data de 5 septembrie 2019 și supuse modificării.
Sursa: Analiză Finală a Granturilor SEE și Norvegiene 2009-2014, evaluare rapidă: raport final, martie 2019.

### Arii de suport
În perioada 2009-2014, asistența în cadrul Granturilor SEE și Norvegiene a fost acordată în nouă Sectoare de Prioritate (SP) și 32 Arii de Program (AP) conform Tabelului 2. Fondurile alocate după Sectorul de Prioritate sunt prezentate în figura de mai jos.  

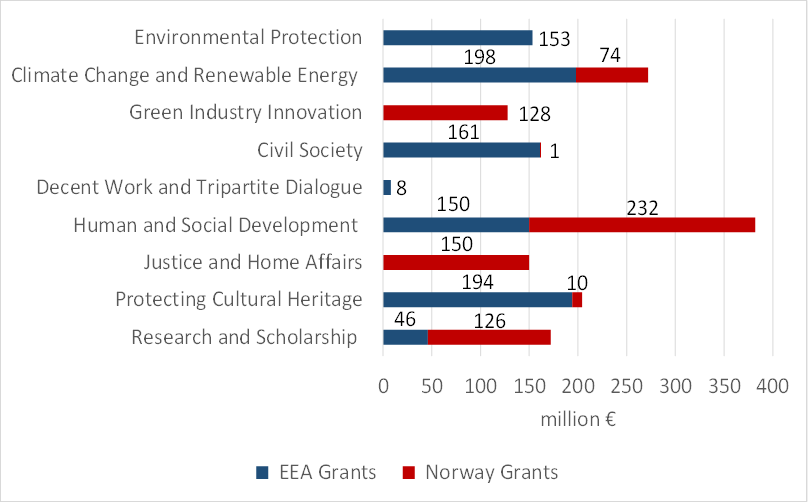
Figura 3. Fonduri alocate după Sectorul de Prioritate

Tabel 2. Sectoare de Prioritate (SP) și Arii de Program (AP) din cadrul Granturilor SEE și Norvegiene 2009-2014
| Granturi SEE | Granturi Norvegiene |
| --- | --- |
| Protecția și Managementul Mediului Managementul integrat al apelor maritime și interioare Biodiversitate și servicii pentru ecosisteme Monitorizarea mediului și planificare și control integrat Reducerea substanțelor periculoase | Captarea și stocarea carbonului (CSC) |
| Schimbările climatice și energia regenerabilă Eficiență energetică Energie regenerabilă Adaptarea la schimbările climatice Sectorul maritim Mediu și schimbări climatic- Cercetare și tehnologie aferente | Inovare în industria verde |
| Societate Civilă Fonduri pentru Organizații Neguvernamentale | Muncă decentă și dialog tripartit Fondul global pentru muncă decentă și dialog tripartit |
| Societate Civilă Fonduri pentru Organizații Neguvernamentale | Justiție și Afaceri Interne Violența domestică și pe bază de gen Cooperarea în spațiul Schengen și combaterea crimei transfrontaliere și organizate, inclusiv traficul de persoane și grupurile criminale itinerante Consolidarea capacităților judiciare și cooperare Servicii corecționale, inclusiv sancțiuni fără privare de libertate Justiție și Afaceri Interne |
| Dezvoltare umană și socială Copii și tineri în situații de risc Inițiale locale și regionale pentru reducerea inegalităților la nivel național și pentru a promova incluziunea socială Inițiative privind sănătatea publică Promovarea egalității de gen și a echilibrului între viața profesionala și cea personală Cadrul instituțional din sectorul de azil și migrație | Dezvoltare umană și socială Dezvoltarea capacității și cooperare instituțională între statul beneficiar și instituțiile publice norvegiene, autoritățile locale și regionale Cooperare transfrontalieră Inițiative privind sănătatea publică Promovarea egalității de gen și a echilibrului între viața profesională și cea personală                                  |
| Protejarea moștenirii culturale Conservarea și revitalizarea moștenirii culturale și naturale Promovarea diversității în cultură și arte în cadrul moștenirii culturale europene | Dezvoltare umană și socială Dezvoltarea capacității și cooperare instituțională între statul beneficiar și instituțiile publice norvegiene, autoritățile locale și regionale Cooperare transfrontalieră Inițiative privind sănătatea publică Promovarea egalității de gen și a echilibrului între viața profesională și cea personală                                  |
| Cercetare și burse Cercetare în sectoare prioritare Burse | Cercetare și burse Cooperare bilaterală pentru cercetare Program bilateral pentru burse |

Sursa: Cartea Albastră 2009-2014

### Cooperare
Cooperarea prin programe și proiecte bilaterale oferă un spațiu de schimb de cunoștințe, învățare reciprocă din bunele practici și dezvoltarea unor politici comune. 23 Parteneri de Program din partea Donatorilor Arhivat în 3 februarie 2020, la Wayback Machine. (PPD) au fost implicați în perioada de finanțare 2009-2014 (20 din Norvegia, doi din Islanda și unul din Liechtenstein). În plus, Consiliul Europei a fost considerat PPD în mai multe programe.  
Peste 30 % din cele 7.000 proiecte finanțate în această perioadă au avut un Partener de Program din partea Donatorlor implicat. Au existat aproape 1.000 parteneri din țările donatoare (185 din Islanda, 11 din Liechtenstein și 780 din Norvegia).  

### Rezultate
Analiza finală a Granturilor SEE și Norvegiene 2009-2014 reflectă asistența oferită de Granturi în 16 țări UE. Următoarele evaluări independente și analize au fost desfășurate pentru perioada de finanțare 2009-2014:  
- Evaluarea rapidă a programelor de cercetare
- Evaluarea rapidă privind incluziunea cetățenilor romi
- Evaluarea rapidă privind programele referitoare la gen
- Evaluarea intermediară a asistenței pentru întărirea relațiilor bilaterale
- Evaluarea muncii decente și a dialogului tripartit – raport final
- Evaluarea intermediară a sectorului moștenirii culturale – raport principal
- Evaluarea intermediară a programelor ONG – raport principal
- Granturile SEE și Norvegiene 2009-2014: Analiza Managementului Riscurilor

Granturile SEE și Norvegiene au un portal de date și rezultate care oferă mai multe informații referitoare la programele și proiectele finanțate în perioada 2009-2014.  

## Granturile SEE și Norvegiene 2004–2009
Cu extinderea UE din 2004, zece noi țări – Cipru, Republica Cehă, Estonia, Ungaria, Letonia, Lituania, Malta, Polonia, Slovacia și Slovenia – nu numai că au aderat la UE, dar și la Spațiul Economic European (SEE).
Extinderea a presupus o creștere substanțială a contribuțiilor pentru coeziunea europeană. Majoritatea noilor state membre se aflau mult sub nivelul mediu de dezvoltare socială și economică din UE.  

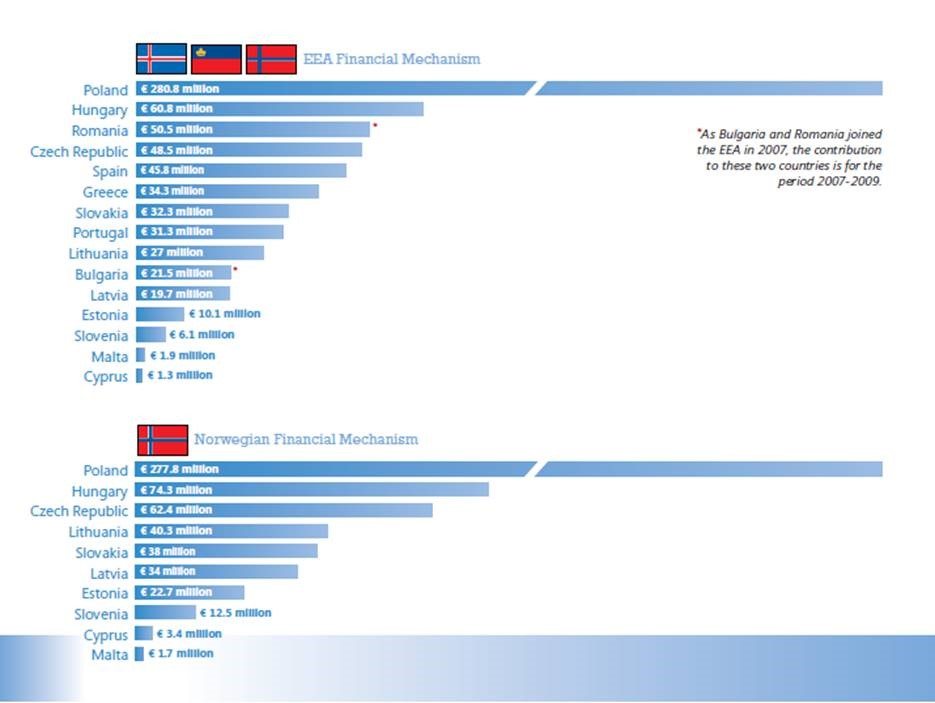

Granturile SEE și Norvegiene au pus la dispoziție 1,3 miliarde € pentru perioada 2004-2009. Granturile SEE (672 milioane €) au ajutat 15 state beneficiare din Europa Centrală și de Sud. Granturile Norvegiene au pus la dispoziție o sumă suplimentară de 567 milioane € celor zece țări care s-au alăturat UE în 2004. 
Pe lângă aceste două mecanisme, Norvegia a alocat 68 milioane € prin programele norvegiene de cooperare bilaterală cu Bulgaria și România, după aderarea la UE a celor două state în 2007.  
Norvegia, în calitate de cel mai mare donator, a asigurat aproape 97 % din finanțarea totală din 2004-2009. 

### Domenii de asistență
Din 2004 până în 2009, 1.250 proiecte au primit sprijin financiar prin Mecanismele Financiare SEE și Norvegiene. Aceste proiecte au fost finanțate în următoarele domenii de asistență: 
- Mediu și dezvoltare sustenabilă
- Conservarea moștenirii culturale europene
- Societate civilă
- Spațiul Schengen și sistemul judiciar
- Sănătate și îngrijirea copiilor
- Consolidarea capacității instituționale și dezvoltarea resurselor umane
- Cercetare academică și burse
- Cooperare regională și transfrontalieră
- Consolidarea capacității instituționale

### Cooperare
Mai mult de unul din cinci proiecte sprijinite au fost proiecte de parteneriat dintre entități din statele beneficiare și Islanda, Liechtenstein sau Norvegia.  

### Rezultate
Analiza finală a Granturilor SEE și Norvegiene 2004-2009 a concluzionat că „Granturile SEE și Norvegiene 2004-2009 au contribuit la reducerea disparităților din Europa […] iar beneficiile locale au fost semnificative” (Raport final, Nordic Consulting Group, ianuarie 2012).  
Următoarele evaluări independente și analize au fost desfășurate pentru perioada de finanțare 2004-2009:  
- Granturi SEE și Norvegiene 2004-2009: Analiza proiectelor norvegiene de parteneriat
- Granturi SEE și Norvegiene 2004-2009: Evaluarea fondurilor ONG
- Granturi SEE și Norvegiene 2004-2009: Analiza finanțării pentru economia de energie și producția de energie regenerabilă din Polonia
- Granturi SEE și Norvegiene 2004-2009: Evaluare intermediară
- Granturi SEE și Norvegiene 2004-2009: Analiza finanțării pentru biodiversitate
- Granturile SEE și Norvegiene 2004-2009: Evaluarea sprijinului pentru acquis-ul Schengen și consolidarea sistemului judiciar
- Granturi SEE și Norvegiene 2004-2009: Analiza asistenței pentru moștenirea culturală în Republica Cehă
- Granturi SEE și Norvegiene 2004-2009: Evaluarea finanțării sănătății și îngrijirii copiilor în România
- Granturi SEE și Norvegiene 2004-2009: Evaluarea finanțării sănătății și îngrijirii copiilor în Lituania
- Granturi SEE și Norvegiene 2004-2009: Evaluarea finanțării sănătății și îngrijirii copiilor în Ungaria
- Granturi SEE și Norvegiene 2004-2009: Evaluarea finanțării sănătății și îngrijirii copiilor în Republica Cehă
- Granturi SEE și Norvegiene 2004-2009: Evaluarea finanțării sănătății și îngrijirii copiilor
- Granturi SEE și Norvegiene 2004-2009: Analiza dezvoltării regionale și cooperării transfrontaliere
- Granturi SEE și Norvegiene 2004-2009: Evaluarea finanțării sectorului moștenirii culturale
- Granturi SEE și Norvegiene 2004-2009: Evaluare finală
- Granturi SEE și Norvegiene 2004-2009: Evaluarea finanțării sectorului de cercetare academică

## Instrument financiar 1999–2003
În perioada 1999–2003, Grecia, Irlanda, Irlanda de Nord, Portugalia și Spania au primit 119,6 milioane € de la Statele AELS SEE (Islanda, Liechtenstein și Norvegia). Proiectele au fost sprijinite în domeniile protecției mediului, reînnoirii urbane, poluării din zone urbane, protecția moștenirii culturale, transport, educație și instruire și cercetare academică. Aproximativ 93 % din finanțare a fost cheltuită pe proiecte aferente protecției mediului.

## Mecanism financiar 1994–1998
Mecanismul Financiar 1994-1998 include Grecia, Irlanda, Irlanda de Nord, Portugalia și Spania. Proiectele au fost sprijinite în domeniile protecției mediului, educației și instruirii și transporturilor. Pe lângă cei 500 milioane € ca asistență a proiectului, au fost acordate reduceri ale dobânzii pentru împrumuturi în sumă de 1,5 miliarde € de la Banca Europeană de Investiții (BEI).
Finlanda, Suedia și Austria, care au fost membre ale AELS până în 1994, au părăsit asociația pentru a adera la UE. Comisia Europeană a preluat responsabilitățile privind contribuțiile acestor trei țări la Mecanismul Financiar 1994-1998.